# Magta-Lahjar
Magta-Lahjar est une commune et une ville du sud-ouest de la Mauritanie, située dans le département de Magta-Lahjar de la région de Brakna.

## Personnalités
- Mohamed Vall Ould Bellal (né en 1948), homme politique mauritanien